# Diệc Tư Mã Nhân
Ismail (tiếng Ả Rập: إسماعيل, tiếng Trung: 亦思馬因; Hán-Việt: Diệc Tư Mã Nhân; bính âm: Yisimayin; Wade–Giles: I-ssŭ-ma-yin; ? - 1274), là kỹ sư, tướng lĩnh nhà Nguyên trong lịch sử, một trong những nhà phát minh ra Hồi hồi pháo (回回炮).

## Tiểu sử
Diệc Tư Mã Nhân, người Hồi Hồi (tức người Hồi), thuộc nhóm Sắc mục, quê ở Húc Liệt, Tây Vực (nay là Herat, Afghanistan).
Năm 1271, sau khi xưng đế, nhằm phục vụ cho cuộc chiến tiêu diệt Nam Tống, Nguyên Thế Tổ Hốt Tất Liệt hướng tông vương A Bất Ca (Abaqa) của Y Nhi hãn quốc đòi thợ thủ công để làm vũ khí công thành. A Bất Ca đồng ý, bắt Diệc Tư Mã Nhân và A Lão Ngõa Đinh đem cả nhà cưỡi ngựa từ Y Nhi đến kinh đô Đại Đô (nay thuộc Bắc Kinh). Khi đến, hai nhà được vua Nguyên ban cho quan xá. Hốt Tất Liệt sau đó yêu cầu hai người lắp ghép và thí nghiệm Hồi hồi pháo (một loại máy bắn đá) ở mảnh đất nằm trước ngọ môn của Đại Đô.
Năm 1273, trong trận Tương Dương, quân Nguyên đánh lâu mà không hạ được, A Lý Hải Nha cho Diệc Tư Mã Nhân đến lắp đặt Hồi hồi pháo 150 cân, đạn đá bắn ra gây hư hại nặng tường thành, viên không trúng thì lõm xuống đất tận 7 xích. Thái thú Tương Dương Lã Văn Hoán đầu hàng.
Diệc Tư Mã Nhân nhờ công lao trên, được ban thưởng 250 lượng bạc, phong chức Hồi Hồi pháo thủ tổng quản, mang hổ phù. Một năm sau (1274), Ismail ốm chết, con trai Bố Bá (tiếng Trung: 布伯; bính âm: Yakoob) tập chức.